# Északi simabálna
Az északi simabálna (Eubalaena glacialis) az emlősök (Mammalia) osztályának párosujjú patások (Artiodactyla) rendjébe, ezen belül a Whippomorpha alrendjébe és a simabálnafélék (Balaenidae) családjába tartozó faj.
Az angol elnevezés (right whale) gyakorlati alapú: a bálnavadászat hőskorában ezeket tekintették a „megfelelő”, azaz elejthető bálnáknak.

## Előfordulása
Korábban azt vélték, hogy az északi félgömbön élő összes simabálna egy fajba tartozik, de a 2000-ben a DNS-vizsgálatok segítségével kimutatták, hogy a csendes-óceáni állat valójában egy másik fajba tartozik.
Majdnem mind a 400 példány az Atlanti-óceán nyugati partján él. Tavasszal, nyáron és ősszel északon, Kanada és az Amerikai Egyesült Államok északkeleti partjainál, Új-Fundlandtól egészen New York államig táplálkoznak. Ezekben az évszakokban főleg a Fundy-öbölben és a Cape Cod-öbölben tartózkodnak. Télen lehúzódnak délre, Georgia és Florida államok környékére, hogy életet adjanak borjaiknak. Az utóbbi években az óceán keleti részein is észrevették e fajt. 2003-ban Izland környékén került elő egy északi simabálna. Meglehet, hogy ezek a keleti példányok az egykori keleti állomány utolsó képviselői, azonban a bálnavadászok feljegyzései szerint ezek csak elkóborolt állatok. Akárhogy is legyen, egyre rendszeresebbé vált e bálnák előbukkanása Norvégia, Írország, Spanyolország, Portugália, a Kanári-szigetek, Olaszország és Szicília közelében. Csak a norvégiai simabálnákról tudják biztosan, hogy nyugatról jöttek.
A faj elterjedési területe északon határos volt a vele rokonságban álló grönlandi bálnáéval (Balaena mysticetus), amely még az északi simabálnánál is termetesebb.

## Megjelenése

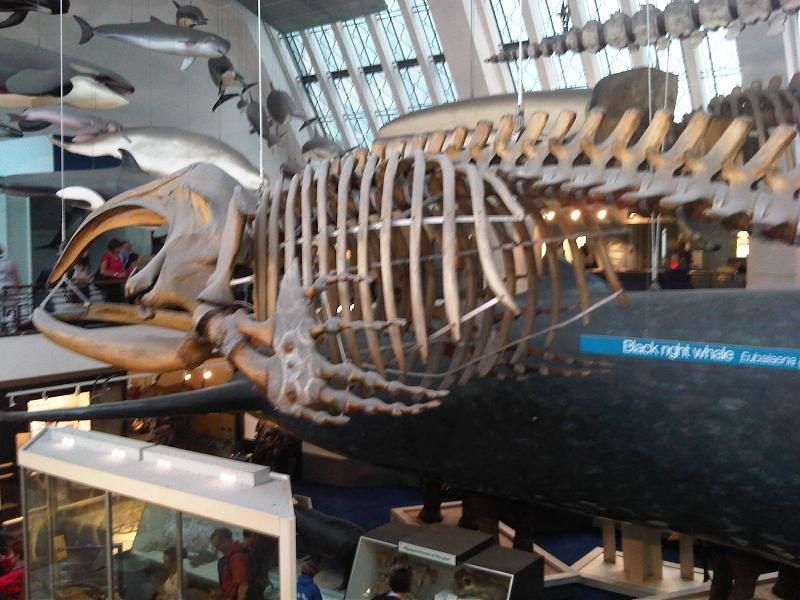
Az északi simabálna csontváza a londoni Természettudományi Múzeumban

A kifejlett állat 14-18,5 méter, az újszülött 4-6 méter hosszú és 910 kilogrammos tömegű. Testtömege 40–73 tonna. Az északi simabálna egyik különös ismertetőjegye, hogy fején szemölcsszerű kinövések találhatók. Ezek a bőrképződmények akár 10 centiméter magasra is megnőhetnek, és tengerimakkok, bálnatetvek (Cyamidae), különböző puhatestű állatok élősködnek rajtuk. A bőrképződmények és felrakódások elsősorban az állon, az alsó állkapcson és az orrnyílások előtt nőnek, és „sapkának” nevezik őket. Törzse zömök és kövér, hátuszony nincs rajta. Feje óriási méretű, testhosszának mintegy egynegyedét teszi ki. Szájürege hatalmas. Felső állkapcsának mindkét oldalán 230-390 keskeny szila nő; ezek felemelve lecsapott hegyű háromszöget alkotnak. A szilák akár 2,5 méter hosszúak is lehetnek, és sörteszerű fonalak borítják őket. A szilák feketék és rendkívül rugalmasak. Simabálna, azaz torokbarázdái nincsenek. Felső állkapcsa erősen kidomborodik felfelé, amitől az egész fej nagyon meglepő külsőt nyer. Az állat teste fekete színű, legfeljebb a hason lehet néhány világos folt. A lekerekített, csaknem lapát alakú mellúszó széles alapon csatlakozik a testhez. Közvetlenül felette ül a szem, vagyis a fejen nagyon mélyre tolódott. A tejmirigytasakok a hason ugyancsak messze hátul találhatók. A farokúszó oldalra kihegyesedik, középen mélyen bemetszett. Amikor az állat lebukik, jól látható. Közepes sebességgel úszva 9,3 kilométert halad óránként. Amikor felbuknak, többnyire kettős, kissé előrehajló, 5 méter magas páraoszlopot lőnek fel néhány másodpercre; a cetvadászok erről ismerték fel.
Az északi simabálna hímvesszője legfeljebb 2,7 méter hosszú, míg heréje körülbelül 2 méter hosszú, 78 centiméter átmérőjű és akár 525 kilogramm tömegű is lehet, azaz az állatvilág legnagyobb ivarszerveivel rendelkezik.

## Életmódja
Az állat társas és általában kis családban él; korábban akár 100 egyed is összeverődhetett. Tápláléka az állati eredetű planktonszervezetek, főleg a lebegő evezőlábú rákok (Copepoda), továbbá krill, főleg a északi krill (Meganyctiphanes norvegica) faj és az úgynevezett tengeri pillangók. Táplálkozás közben az északi simabálna hatalmas száját kitátva a víz felszínén úszik. Ilyenkor a felső része kiemelkedik a vízből, alsó fele pedig szétterül. A lazán lelógó, rendkívül hosszú szilák ekkor felállított fogókosarat képeznek. Az északi simabálna így úszik egy ideig a „planktonlevesben”, amíg sziláinak oldalán elegendő állatka nem akad fenn. Ekkor becsukja száját, kiszorítja a fölös vizet, és lenyeli a kiszűrt állatokat. Ez a módszer különösen a felszínen igen hatékony, mivel az állat száját széttárva lényegesen több vizet képes átengedni szilái között, mint amit egyetlen szippantással szájüregébe tudna venni. Az állatnak ezért sincs szüksége barázdákra, hiszen torkukat nem kell még jobban kiöblösíteni. Több mint 30 évig él, feltételezhetően 70 évnél többet is.
Az emberen kívül ezt a bálnát csak a kardszárnyú delfin (Orcinus orca) és a nagyobb testű cápák, mint például a fehér cápa (Carcharodon carcharias) támadhatják meg; ezek is főleg a borjakat.

### Éneke
Éneke nem annyira bonyolult, mint más bálnafajok esetében. A morogása, kattogása és visítása többnyire 500 Hz frekvencia körüliek, ami időnként felmegy 1500–2000 Hz-ig. Hogy mire való az éneke, még nem ismert pontosan, de valószínűleg a csoporton belüli kapcsolattartást szolgálják. Egy kísérlet során az északi simabálnák a jóval nagyobb frekvenciájú rendőrkocsi szirénájára is feleltek, és a magas hang hallatára feljöttek a víz felszínére. Ez a kísérlet azért is volt érdekes, mivel az északi simabálnák nem reagálnak más hangokra, még a közeledő hajók hangjaira sem. A kutatók szerint ez a jelenség azért jó, mert ilyen szirénákat szerelve a hajókra, elkerülhetők a jövőbeli hajó-bálna ütközések.

## Szaporodása

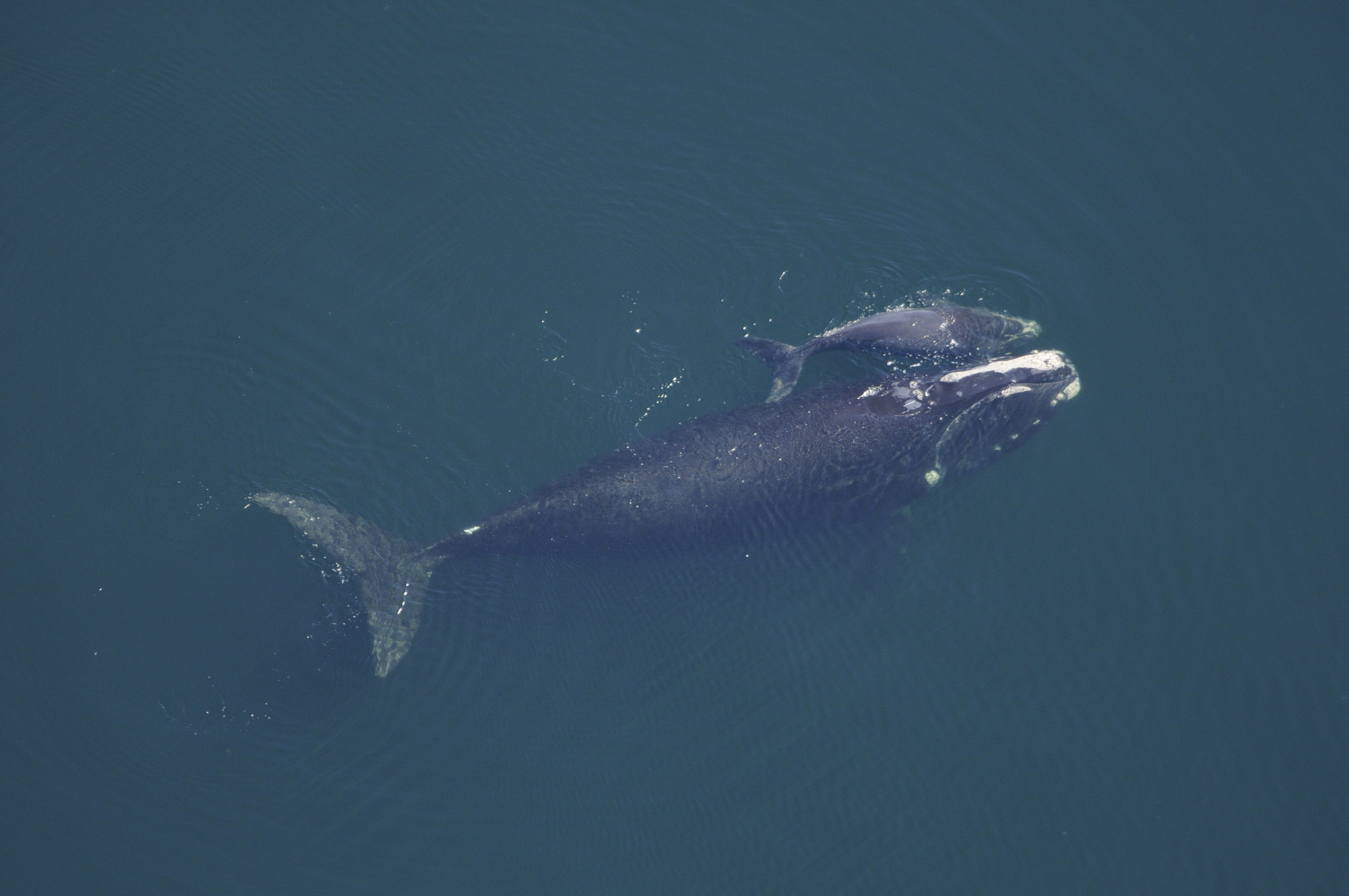
Anya borjával

A szaporodási időszak alatt az Észak-Atlanti-óceánban a vízfelszínén akár húsz hímállat is követhet egyetlen nőstényt. Az „üldözés” során a nőstény a hátán úszik, hasát kiemelve a vízből, eközben a hímek mellúszóikkal és nehéz testükkel próbálják a mélyre lenyomni. A simabálnák hímjei nem annyira agresszívek egymással szemben, mint a hosszúszárnyú bálnák (Megaptera novaeangliae) hímjei. Habár az „üldözés” során a nőstény meglehet, hogy nem termékenyül meg, alkalma van felmérni a helybéli hímeket. Az északi simabálna körülbelül 7,5–9 évesen éri el az ivarérettséget, vagy vesz részt az „üldözésben”. A nőstény 3–4 évenként párosodik. A párosodás és az ellés is a téli hónapokban zajlik le. A vemhesség majdnem egy évig tart. Az újszülött borjú körülbelül 4–6 méter hosszú és 910 kilogramm tömegű. Életének első évében igen gyorsan nő, körülbelül megkétszerezi méretét. Az elválasztás 8–12 hónap között van, az ez utáni növekedési ráta még nem ismert eléggé, további kutatások szükségesek. A feltételezések szerint a borjú a következő évben is az anyjával marad.

## Egyéb
A norvégok és a baszkok voltak az elsők, akik módszeresen vadásztak erre a fajra. A német „Harpune” (szigony) szó is baszk eredetű lehet. A lassan úszó északi simabálnákat kézzel is viszonylag könnyen meg lehetett szigonyozni, a bálnavadászat fő fogásait rajtuk próbálták ki. A 18. század vége felé már kipusztultnak vélték ezt a fajt, állományai olyan erősen megcsappantak.
Bár vadászata manapság tilos, az északi simabálna számára mégis az ember jelenti a legnagyobb veszélyt. Elhalálozásának legfőbb okai az óriás hajókkal való ütközések és az elszabadult óriás halászhálókba való gabalyodások. Az 1970-es évektől napjainkig az északi simabálnák elhalálozásának 48 százaléka emberi tevékenységek miatt történt.